# Epaminonda Ronconi
Epaminonda Ronconi (Piangipane, 1º aprile 1904 – Bologna, 27 novembre 1981) è stato un ciclista su strada italiano, professionista dal 1927 al 1929, partecipò a 3 edizioni del Giro d'Italia.

## Piazzamenti

### Grandi Giri
- Giro d'Italia

1927: ritirato
1928: 50º
1929: ritirato